# Dębina (powiat gnieźnieński)
Dębina – wieś w Polsce położona w województwie wielkopolskim, w powiecie gnieźnieńskim, w gminie Witkowo.
W latach 1975–1998 miejscowość należała administracyjnie do województwa konińskiego.
Zobacz też: Dębina, Dębina Zakrzewska, Dębina Łętowska